# Falvy
Falvy is een gemeente in het Franse departement Somme (regio Hauts-de-France) en telt 125 inwoners (2005). De plaats maakt deel uit van het arrondissement Péronne.

## Geografie
De oppervlakte van Falvy bedraagt 6,2 km², de bevolkingsdichtheid is 20,2 inwoners per km².
De onderstaande kaart toont de ligging van Falvy met de belangrijkste infrastructuur en aangrenzende gemeenten.

## Demografie
Onderstaande figuur toont het verloop van het inwonertal (bron: INSEE-tellingen).